# Julia Richter
Julia Richter (ur. 29 września 1988 w Schwedt) – niemiecka wioślarka.

## Osiągnięcia
- Mistrzostwa Świata U-23 – Glasgow 2007 – dwójka podwójna – 2. miejsce[1].
- Mistrzostwa Europy – Poznań 2007 – czwórka podwójna – 3. miejsce[1].
- Mistrzostwa Europy – Ateny 2008 – jedynka – 9. miejsce[1].
- Mistrzostwa Świata U-23 – Račice 2009 – czwórka podwójna – 2. miejsce[1].
- Mistrzostwa Europy – Montemor-o-Velho 2010 – czwórka podwójna – 2. miejsce[1].
- Mistrzostwa świata – Bled 2011 – czwórka podwójna – 1. miejsce[1].